# هیروشیمای خشمگین، ناگاساکی دعاگو
هیروشیمای خشمگین، ناگاساکی دعاکننده (به ژاپنی: 怒りの広島 祈りの長崎/ いかりのひろしま いのりのながさき, lit. "Hiroshima of Anger, Nagasaki of Prayer)، عبارتی است که بیانگر نگرش شهروندان ژاپنی هیروشیما و ناگاساکی نسبت به بمباران اتمی هیروشیما و ناگاساکی و جنبش ضد هسته‌ای است.

## نمای کلی
این عبارت رفتار همه شهروندان هیروشیما و ناکازاکی را توصیف نمی‌کند. به عنوان مثال، Senji Yamaguchi که قربانی بمب اتمی در ناکازاکی بود و به عنوان رئیس شورای قربانیان بمب اتمی ناکازاکی به همراه دو عضو دیگر خانواده قربانیان بمب اتمی خدمت می‌کرد، حلقه گلی که توسط ناخدای نیروی دریایی ایالات متحده آمریکا در کنار مجسمه یادبود در ۱۶ سپتامبر گذاشته شده بود، را زیر پا گذاشتند. ۹۸۹، اعلام کرد: «این یک ادای احترام نیست!»
این واقعیت که بسیاری از مسیحیان مؤمن قربانی بمب اتمی شدند و در سکوت برای روح خود دعا کردند، صرفاً دلیل ظاهری «ناگاساکی دعاکننده» است. در پشت این موضوع، یک مشکل پیچیده و منحصر به فرد برای ناگاساکی نهفته است.
این واقعیت که مرکز انفجار بمب اتمی در منطقه اوراکامی بود، جایی که ۸۰٪ مسیحیان ژاپن در آن زندگی می‌کردند.
این احتمال که این عبارت مبتنی بر نوعی پروپاگاندا باشد، توسط نتایج یک نظرسنجی که در سال ۲۰۱۰ توسط نوریوکی کاوانو (که در آن زمان دانشیار مؤسسه علوم صلح دانشگاه هیروشیما بود) انجام شد، نیز مطرح می‌شود.

## روز بمب اتمی
سالگرد بمباران اتمی در طول تعطیلات تابستانی قرار دارد.
هیروشیما
هیئت آموزش و پرورش شهر هیروشیما در سال‌های ۲۰۰۶ و ۲۰۰۷ اطلاعیه‌هایی صادر کرد و درخواست کرد که ۶ اوت روز مدرسه باشد، که توسط بسیاری از مدارس ابتدایی و متوسطه شهر اجرا شده است.
ناگاساکی
سال‌هاست که ۹ اوت روز مدرسه برای همه مدارس ابتدایی، متوسطه و دبیرستان‌های دولتی در سراسر استان ناگازاکی بوده است. با این حال، اگر ۹ اوت شنبه یا یکشنبه بیفتد، روز مدرسه اغلب به روز قبل یا بعد از آن منتقل می‌شود.
علاوه بر هیروشیما و ناگاساکی، بسیاری از شهرها، شهرستان‌ها و روستاهای سراسر ژاپن نیز ۶ یا ۹ اوت را به عنوان روز مدرسه برای مدارس ابتدایی و متوسطه دولتی تعیین می‌کنند.